# Colonia Elisa
Colonia Elisa è una città dell'Argentina, capoluogo del dipartimento di Sargento Cabral nella provincia del Chaco.